# 오이타현 제3구
오이타현 제3구(일본어: 大分県第3区)은 일본의 중의원 선거구이다. 1994년 공직선거법이 개정되면서 신설되었다.

## 지역
- 벳푸시
- 나카쓰시
- 분고타카다시
- 기쓰키시
- 우사시
- 구니사키시
- 히가시쿠니사키군
- 하야미군